# Dag Frode Hornseth
Dag Frode Hornseth (Elverum, 1º febbraio 1982) è un ex calciatore norvegese, di ruolo attaccante.

## Carriera

### Club
Hornseth iniziò la carriera professionistica con il Rosenborg, debuttando nella Tippeligaen il 21 aprile 2002, sostituendo Christer George nella sconfitta per 2-0 sul campo del Viking. Il 5 maggio dello stesso anno, segnò la prima rete nella massima divisione norvegese: andò in gol nella sconfitta per 2-1 contro il Bryne. Fu definito, da Nils Arne Eggen, come un incrocio tra Marco van Basten e Harald Martin Brattbakk.
L'anno seguente fu prestato al Bryne. Esordì il 26 aprile 2003, subentrando a Kim-Rune Hellesund nella sconfitta per 3-2 in casa dell'Odd Grenland. Nella stessa partita, andò a segno con una marcatura però inutile ai fini del risultato.
Nel 2004 passò al Fredrikstad a titolo definitivo, in cambio di 250.000 corone. Hornseth firmò un contratto dalla durata triennale. Il primo incontro in squadra fu datato 12 aprile 2004, nella sconfitta per 2-0 sul campo del Lillestrøm. Il 16 maggio segnò la prima rete, nel pareggio per 3-3 contro il Sogndal. Con l'arrivo di Egil Olsen, il suo spazio in squadra diminuì considerevolmente e gli fu concesso di trovarsi una nuova squadra, ma i suoi continui problemi fisici impedirono tutte le trattative.
Nel 2006 firmò per il Nybergsund-Trysil. Si ritirò al termine del campionato 2009, per via dei suoi problemi fisici.

### Nazionale
Hornseth giocò 2 partite per la Norvegia under 21. Debuttò il 20 maggio 2002, sostituendo Trond Fredrik Ludvigsen nel pareggio per 1-1 contro l'Paesi Bassi under 21.